# اکپینار (کاهتا)
اکپینار، کاهتا (به لاتین: Akpınar, Kahta) یک منطقهٔ مسکونی در ترکیه است که در استان آدیامان واقع شده‌است.